# Liste der Stolpersteine in Guxhagen
Die Liste der Stolpersteine in Guxhagen enthält die Stolpersteine, die im Rahmen des gleichnamigen Kunst-Projekts von Gunter Demnig in Guxhagen verlegt wurden. Mit ihnen soll an die Opfer des Nationalsozialismus erinnert werden, die in Guxhagen lebten und wirkten.

## Liste der Stolpersteine
| Name        | Adresse           | Bild | Inschrift                                                         | Verlegedatum | Biografie und Anmerkungen |
| ----------- | ----------------- | --- | ----------------------------------------------------------------- | ------------ | ------------------------- |
| Benni Katz  | Bahnhofstraße 7 · | Bild gesucht Der Benutzer GeorgDerReisende ( Diskussion ) wünscht sich an dieser Stelle ein Bild vom Ort mit diesen Koordinaten 51.202683 9.480762 . Motiv: Bahnhofstraße 7: Stolpersteine für Ehepaar Katz, die Lage und das Haus Falls du dabei helfen möchtest, erklärt die Anleitung , wie das geht. BW | Hier wohnte Benni Katz Jg. 1899 deportiert 1941 ermordet in Riga  | 8. März 2005 |                           |
| Frieda Katz | Bahnhofstraße 7 · | Bild gesucht Die Wikipedia wünscht sich an dieser Stelle ein Bild vom hier behandelten Ort. Falls du dabei helfen möchtest, erklärt die Anleitung , wie das geht. BW | Hier wohnte Frieda Katz Jg. 1897 deportiert 1941 ermordet in Riga | 8. März 2005 |                           |